# Mélisey (Haute-Saône)
Mélisey ist eine französische Gemeinde mit 1643 Einwohnern (Stand: 1. Januar 2022) im Département Haute-Saône in der Region Bourgogne-Franche-Comté. Sie ist Sitz des Gemeindeverbands Communauté de communes des 1000 étangs. Die Bewohner werden Morgelots und Morgelotes genannt.

## Geografie
Das Gemeindegebiet umfasst 20,67 km² auf 325 bis 480 Meter Meereshöhe. Die Ortschaft liegt am Fluss Ognon, östlich des Ortes erhebt sich bis über 800 Meter Meereshöhe das Waldgebiet des "Mont de Vannes". Es liegt am Rande des Naturschutzgebietes der "Tausend Weiher" (Plateau des Mille Étangs) und ist Teil des Regionalen Naturparks Ballons des Vosges.

## Sehenswürdigkeiten
Hauptsehenswürdigkeit des Ortes ist die Kirche Saints-Pierre-et-Paul, die im östlichen Turm- und Apsidenbereich aus dem 11. und 12. Jahrhundert und damit aus der romanischen Zeit stammt. Diese Bereiche sind seit 1985 als Monument historique klassifiziert. Der neugotische Längsbau wurde 1857–61 von Architekt Félix-Hercule Grandmuogin (* 1805; † 1879) errichtet. Die Anlage birgt zwei Sarkophage des 13. Jahrhunderts aus Monolithblöcken. Als weitere Besonderheit des Ortes gilt das Steinkreuz "La croix en grès" aus Sandstein. Über den Ognon führt im Ort eine gemauerte Bogenbrücke.

Kirche St. Peter und Paul in Mélisey
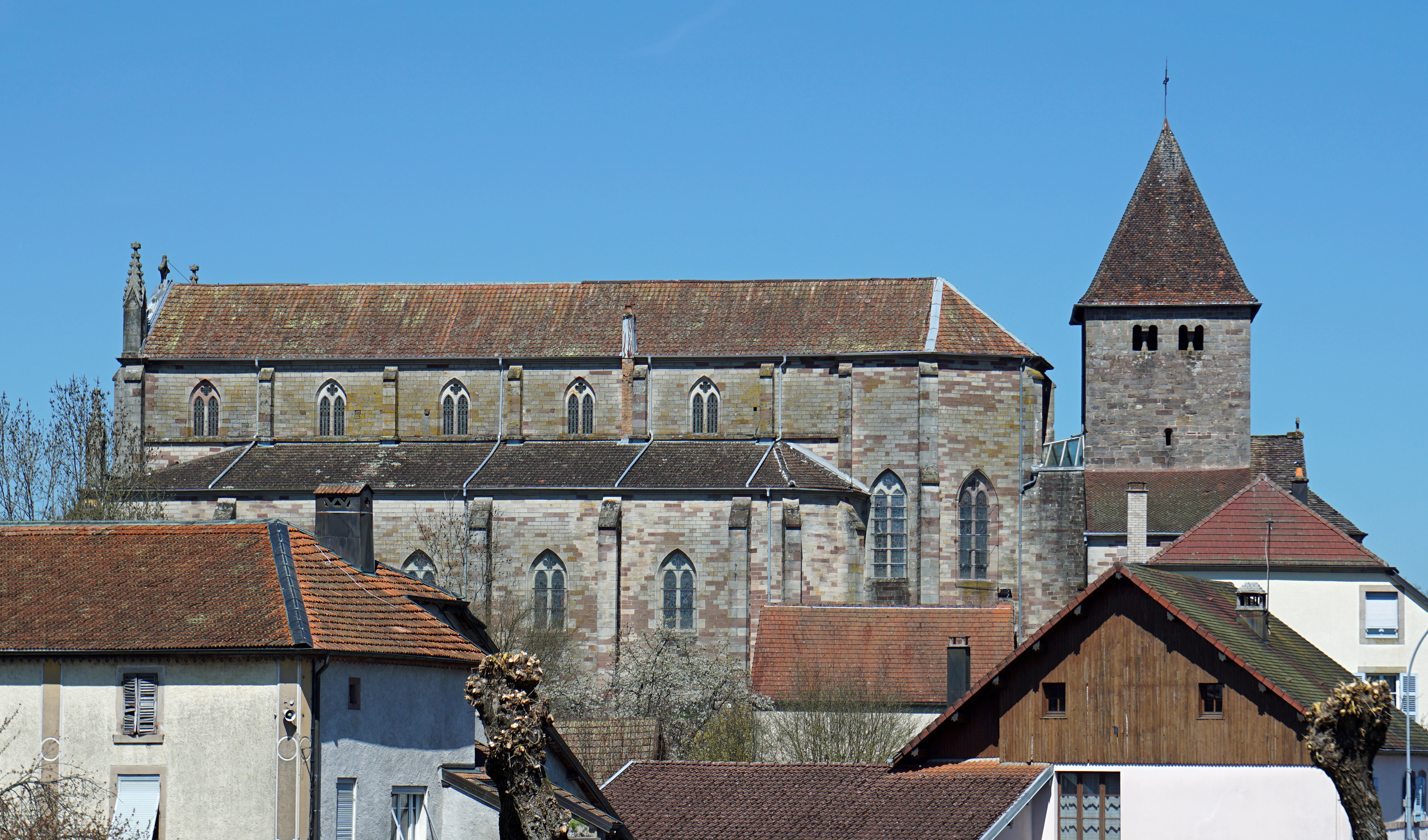
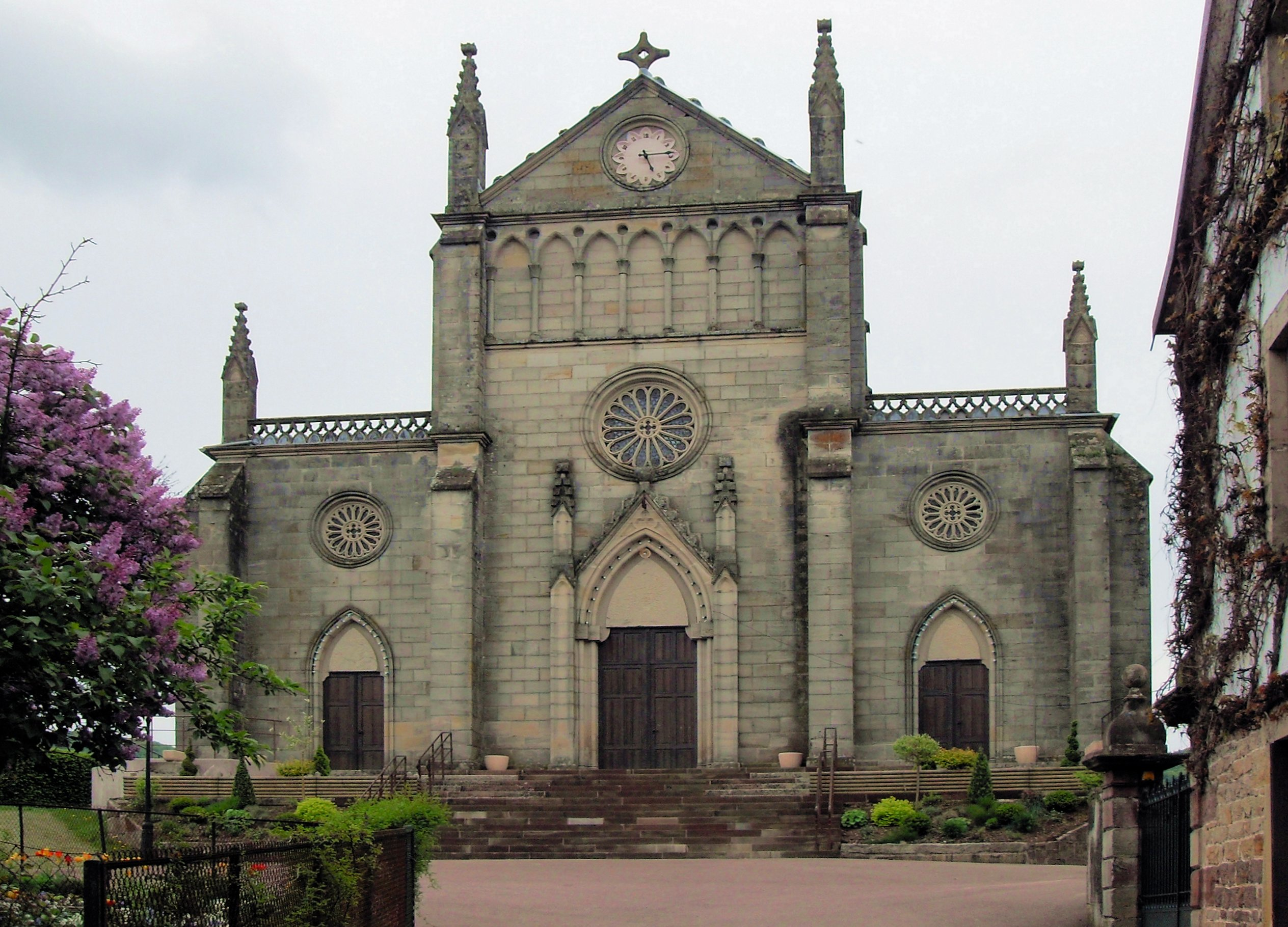

## Bevölkerungsentwicklung
| Jahr                       | 1962 | 1968 | 1975 | 1982 | 1990 | 1999 | 2007 | 2017 |
| -------------------------- | ---- | ---- | ---- | ---- | ---- | ---- | ---- | ---- |
| Einwohner                  | 1750 | 1844 | 1947 | 1877 | 1805 | 1794 | 1730 | 1681 |
| Quellen: Cassini und INSEE |      |      |      |      |      |      |      |      |

Nach einem Anstieg in den 1960er Jahren nahm die Einwohnerzahl Méliseys seit 1975 kontinuierlich ab.

## Persönlichkeiten
- Thibaut Pinot (* 1990), französischer Straßenradrennfahrer, geboren in Mélisey.